# 中國寶豐國際
馬仕達國際控股有限公司，簡稱馬仕達國際控股，以及馬仕達國際（英語：Mastercraft International Holdings Limited，港交所除牌前：3966.HK），在1994年，由梁遠豪（主席）和小積尼．史廸克蘭特（Jerry Denny STRICKLAND Jr.）在香港（總部）成立「馬仕達國際有限公司」。在1999年，在香港成立「Twenty-Two Lighting Limited」（「馬仕達中國有限公司」前身）。
業務在全球經營設計與銷售移動式照明、燈罩、傢具組合及其他家居飾品。
股份在2012年7月20日，於港交所創業板上市，當時代碼為8146.HK。配售價格為0.35港元，配售新股為1.2億股，集資額為0.42億港元。2015年5月15日，由創業板轉往主板上市。

## 連結
- baofengintl.com/（页面存档备份，存于）